# ナミヤ雑貨店の奇蹟
『ナミヤ雑貨店の奇跡』（ナミヤざっかてんのきせき）は、東野圭吾の長編小説。2011年4月号から2011年12月号まで角川書店の月刊誌『小説 野性時代』に連載され、2012年3月28日に角川書店より単行本が出版された。第7回中央公論文芸賞受賞作品。2014年11月22日には角川文庫版が、2017年9月15日には角川つばさ文庫版が刊行された。
2013年と2016年、2017年に舞台化。2017年には日本と中国でそれぞれ映画化された。

## あらすじ

### 第一章 回答は牛乳箱に
コソ泥をして逃亡中の敦也、翔太、幸平は、盗んだ車が突然動かなくなり、以前翔太が見つけた廃屋「ナミヤ雑貨店」に仕方なく逃げ込み、夜明けを待つことにした。三人が店を物色していると、突然シャッターの郵便口に手紙が投げ込まれた。手紙を開けると、そこには月のウサギと名乗る者からの悩み相談が書かれていた。店に残っていた雑誌によると、ナミヤ雑貨店はかつて、店主が投函された相談に一生懸命答えてくれることで有名だった。敦也は放っておこうと言うが、翔太と幸平は「こんな機会でないと人の相談に乗れない」と返事を書くことを決意する。

### 第二章 夜更けにハーモニカを
ミュージシャンを目指す克郎は、慰問演奏のため児童養護施設「丸光園」を訪れた。子供たちは演奏を楽しく聞いていたが、その中に一人だけ克郎を見ようとしない女の子がいた。克郎はその子を喜ばせようと様々な曲を演奏したが、全く効果はなかった。音楽に興味がないのだと諦め、演奏会の終わりに必ず演奏する自分のオリジナル曲を演奏すると、突然女の子は興味を示し、克郎に話しかけてきた。

### 第三章 シビックで朝まで
貴之は、父親の雄治が運営するナミヤ雑貨店を訪れ、店を畳んで二世帯同居しようと持ちかけた。しかし雄治は、悩み相談に答えることを生きがいにしており、いつもその話に耳を傾けようとしなかった。だが突然、雄治が潮時だと言い、店を畳んで貴之と同居すると言い出した。

### 第四章 黙祷はビートルズで
浩介は、事故で急死した従兄の遺品であるビートルズのレコードを譲り受け、それをきっかけにビートルズのファンになった。裕福な家庭だったため、部屋には最新型のアンプやスピーカーが置かれ、友人たちにビートルズを聞かせたりしていた。そんなある日、友人からビートルズの解散の話を聞かされた。

### 第五章 空の上から祈りを
夜明けまであと一時間となった時、新たに手紙が投函された。迷える子犬と名乗る19歳の女性から、OLを辞めて水商売に専念したいが、どうすれば良いかという相談だった。敦也、翔太、幸平の三人は、軽い気持ちの女性だと決めつけて返信するが、その後の返信で迷える子犬が詳しい事情を告げると、三人の考えは一変する。

## 登場人物
敦也（あつや）
三人組のリーダー格。
翔太（しょうた）
小柄で、顔にはまだ少年のような面影を残す。
幸平（こうへい）
大柄だが、気が弱い一面を持つ。
月のウサギ
第一章に登場する相談者。ある競技でオリンピック代表候補となるも、恋人の癌が発覚し、今後の身の振り方に苦悩し雑貨店に手紙を送る。
松岡 克郎（まつおか かつろう）
第二章に登場する相談者。ミュージシャンとして活動するも成果が出ず、夢を追い続けるか実家の魚屋を継ぐべきか迷い、「魚屋ミュージシャン」と名乗って雑貨店に手紙を送る。
和久 浩介（わく こうすけ）
第四章に登場する相談者。ビートルズのファンであり、ある悩みを相談するため「ポール・レノン」という偽名で雑貨店に手紙を送る。
武藤 晴美（むとう はるみ）
第五章に登場する相談者。昼はOLとして働き、夜は水商売に従事している。自立した生活を志しており、穏便な形で会社を辞める方法を「迷える子犬」という名で雑貨店に手紙を送る。
浪矢 雄治（なみや ゆうじ）
ナミヤ雑貨店の店主。妻の死をきっかけに意気消沈していたが、悪戯から始まった悩み相談に真摯に向き合うことを生きがいとする。
浪矢 貴之（なみや たかゆき）
浪矢雄治の息子。店の経営状況を案じ、雄治に同居を勧める。

## 書誌情報
- 単行本：2012年3月28日発売[4]、角川書店、ISBN 978-4-04-110136-0
- 文庫本：2014年11月22日発売[1]、角川文庫、ISBN 978-4-04-101451-6
- 文庫本：2017年9月15日発売[5]、角川つばさ文庫、ISBN 978-4-04-631744-5

## 舞台

### 2013年版
2013年5月11日から6月2日までサンシャイン劇場、6月9日から16日まで新神戸オリエンタル劇場で、演劇集団キャラメルボックスによって上演された。脚本・演出は成井豊。一部ダブルキャスト。
上演されたのは「夜明けにハーモニカ」「シビックで朝まで」「空の上から祈りを」の3編で、時間の都合上「回答は牛乳箱に」と「黙禱はビートルズで」はカットされた。それに伴い、本来その編では出てこないはずの人物が出てきたりなどの変更がある。また、翔太が翔子、皆月良和が皆月良子と性別が変更された。

#### キャスト（2013年版）
- 桐生 敦也 - 多田直人
- 太田 翔子 - 渡邊安理
- 伊勢崎 幸平 - 筒井俊作
- 松岡 克郎 / 浪矢 敏則（貴之の息子） / 小塚 繁和 - 畑中智行
- 松岡 健夫 / 安中 玄太（百点小僧） / 外嶋 英輔（リトルドッグ専務） - 左東広之
- 松岡 加奈子 / 浪矢 頼子 / 武藤 晴美 - 岡田さつき
- 松岡 栄美子 / 川辺 若菜（川辺ミドリの娘） / 小塚 公子 - 林貴子
- 松岡 重造（克郎の叔父） / 浪矢 駿吾 / 富岡 信二 - 鈴木秀明 / 毛塚陽介
- 皆月 良子 / 川辺 ミドリ - 前田綾
- 水原 セリ / 皆月 暁子 - 原田樹里
- 館林 寛子（皆月家女中） / 水原 タツユキ / 田村 秀代 - 笹川亜矢奈 / 小林春世
- 沼田 静人（皆月家使者） / 浪矢 貴之 / 苅谷 創一（副館長） - 阿部丈二
- 浪矢 雄治 - 西川浩幸

### 2016年版
2016年4月21日から5月8日に、「ネビュラプロジェクト・ぴあ・シアターBRAVA!presents」版としてZeppブルーシアター六本木とシアターBRAVA!で上演された。2013年の演劇集団キャラメルボックスの公演と同じく脚本・演出は成井豊だが、今回はプロデュース公演である。

#### キャスト（2016年版）
- 桐生敦也 - 多田直人
- 太田翔太 - 松田凌
- 伊勢崎幸平 - 鮎川太陽
- 水原セリ/皆月暁子 - 菊池美香
- 松岡克郎/浪矢敏則/小塚繁和 - 鯨井康介
- 松岡健夫/安中玄太/外嶋英輔 - 石橋徹郎
- 皆月良子/川辺ミドリ - 大森美紀子
- 松岡加奈子/浪矢頼子/武藤晴美 - 岡内美喜子
- 沼田静人/浪矢貴之/苅谷創一 - 左東広之
- 松岡栄美子/川辺若菜/小塚公子 - 小林春世
- 館林寛子/水原タツユキ/田村秀代 - 金城あさみ
- 松岡重造/浪矢駿吾/富岡信二 - 近藤利紘
- 浪矢雄治 - 川原和久

### ミュージカル版(2017年)
2017年5月17日から5月21日に、「ミュージカル」版としてポケットスクエア ザ・ポケット（東京都中野区）にてミュージカルカンパニー イッツフォーリーズにより上演された。

#### キャスト（ミュージカル2017年版）
- 敦也 - 加藤木風舞
- 翔太 - 吉村健洋
- 幸平 - 井原和哉
- 浪矢雄治 - 森隆二
- 皆月暁子 - 水谷圭見
- 浪矢貴之 - 大塚庸介 / 吉田雄
- 北沢静子 - 宮田佳奈 / 矢野叶梨
- 静子の恋人 - 前田龍佑
- 松岡克郎 - 吉田雄 / 大塚庸介
- 松岡加奈子 - 茂木沙月
- 松岡栄美子 - 富松真子 / 刀根友香
- 水原セリ - 田中愛実 / 滝川華子
- 武藤晴美 - 鈴木彩子 / 池田和
- 皆月和枝 - 中山圭 / 新井あゆ美
- 外島真里 - 山脇明日香 / 近藤美亜
- マヤ - 福間美里 / 大川永
- 百点娘 子供 - 三谷千季
- 百点娘 大人 - 大川永
- ガメラの友達 子供 - 福間美里
- ガメラの友達 大人 - 田中由衣
- ライトで八番 子供 - 東城由依
- ライトで八番 大人 - 向谷地愛

#### スタッフ（ミュージカル2017年版）
- 脚本・作詞：大谷美智浩
- 演出：河本章宏
- 音楽：小澤時史
- 美術：根来美咲
- 照明：千田実 (CHIDA OFFICE)
- 音響：返町吉保（キャンビット）
- 舞台監督：上田実
- 衣裳：茂木沙月（イッツフォーリーズ）
- 振付：池田和（イッツフォーリーズ）
- 歌唱指導：中山圭（イッツフォーリーズ）
- 宣伝写真：花田龍之介
- 協力：株式会社KADOKAWA
- プロデューサー：明羽美姫（イッツフォーリーズ）、𡈽屋友紀子（オールスタッフ）
- 主催：株式会社オールスタッフ
- 主催・企画・制作：ミュージカルカンパニー イッツフォーリーズ

### ミュージカル版(2020年)
2020年3月26日から3月31日まで、ミュージカルとして俳優座劇場（東京都港区）にてミュージカルカンパニー イッツフォーリーズが再演。

#### キャスト（ミュージカル2020年版）
- 敦也 - 吉村健洋
- 翔太 - 神澤直也
- 幸平 - 藤原薫
- 浪矢雄治 - 石鍋多加史
- 皆月暁子 - 大川永
- 浪矢貴之 - 吉田雄
- 浪矢駿吾 - 東城由依
- 川辺みどり - 池田和
- 川辺幸子 - 松山莉奈
- 北沢静子 - 石川裕梨
- 松岡克郎 - 大塚庸介 / 半澤昇
- 松岡武夫 - 森隆二
- 松岡栄美子 - 近藤萌音
- 水原セリ - 德岡明
- 武藤晴美 - 水谷圭見
- 皆月和枝 - 茂木沙月
- 外島真里 - 松本裕子
- マヤ - 神野紗瑛子
- 百点娘 - 坂井くるみ
- ガメラの友達 - 浅賀めぐみ
- ライトで八番 - 杉尾優香
- 看護師 - 福間美里
- 女中 - 成観礼

#### スタッフ（ミュージカル2020年版）
- 脚本・作詞：大谷美智浩
- 音楽：小澤時史
- 演出：磯村純（青年座）
- 美術：根来美咲
- 振付：田畑真希
- 照明：鷲崎淳一郎
- 音響：返町吉保（キャンビット）
- 舞台監督：長沼仁
- 衣裳：小泉美都
- 宣伝写真：日高仁
- 協力：株式会社KADOKAWA
- プロデューサー：明羽美姫（イッツフォーリーズ）、𡈽屋友紀子（オールスタッフ）
- 主催・企画・制作：株式会社オールスタッフ / ミュージカルカンパニー イッツフォーリーズ

### 2022年版
2022年2月26日から3月6日に「NAPPOS PRODUCE」版としてサンシャイン劇場にて上演予定。脚本・演出は2013年版、2016年版と同様に成井豊。

#### キャスト（2022年版）
- 桐生敦也 - 猪野広樹
- 太田翔太 - 松本幸大
- 石塚朱莉
- 安保卓城（NORD）
- 岡田さつき
- 石森美咲
- 夏目愛海
- 浪矢雄治 - 近江谷太朗

### ミュージカル版(2025年)
2025年3月19日から3月23日まで、3度目のミュージカル公演としてこくみん共済 coop ホール / スペース・ゼロにてミュージカルカンパニー イッツフォーリーズにより再上演。

#### キャスト（ミュージカル2025年版）
一部ダブルキャスト
- 敦也 - 辻凌志朗
- 幸平 - 蓮井佑麻
- 翔太 - 志賀遼馬
- 金村瞳
- 中山圭
- 水谷圭見
- 鈴木彩子
- 東城由依
- 杉尾優香
- 森山真衣
- 関谷あづみ
- 外岡えりか
- 小倉優佳
- 中野亮輔
- 浪矢雄治 - 戸井勝海

#### スタッフ（ミュージカル2025年版）
- 脚本・作詞：大谷美智浩
- 音楽：小澤時史
- 演出：磯村純（青年座）
- 美術：根来美咲（青年座）
- 振付：明羽美姫（イッツフォーリーズ）
- 編曲：田中和音
- 照明：鷲崎淳一郎（ライティングユニオン）
- 音響：返町吉保（キャンビット）
- 衣裳：柿野彩
- 歌唱指導：佳田亜樹
- 舞台監督：岩戸堅一（アートシーン）
- 宣伝写真：金井恵蓮
- 宣伝ヘアメイク：中原雅子
- 宣伝衣裳：藤村陽子
- 協力：株式会社KADOKAWA、ABP、株式会社ウォークゼロ、有限会社オーチャード、有限会社ジャンクション、劇団昴、劇団青年座、東宝芸能株式会社、特定非営利活動法人あそびと文化のNPO新宿子ども劇場
- 主催：こくみん共済 coop ＜全労済＞
- プロデューサー：𡈽屋友紀子、松本崚汰
- 主催・企画・制作：株式会社オールスタッフ、ミュージカルカンパニー イッツフォーリーズ

## 映画

### 日本版
2017年9月23日に公開。主演はHey! Say! JUMPの山田涼介。

### 中国版
香港・中国・日本合作映画。中国で2017年12月29日に公開。メインキャラクターが男性3人から男性2人と女性1人に変更されており、時代背景は1993年と2017年になっている。日本では2018年10月13日公開。